# Michael Johnson (lottatore)
Michael Julian Johnson (St. Louis, 4 giugno 1986) è un lottatore di arti marziali miste statunitense attualmente sotto contratto con la Ultimate Fighting Championship, nella quale combatte nella divisione dei pesi leggeri. 
Un professionista delle MMA dal 2008, Johnson ha combattuto i suoi primi incontri nei circuiti regionali del suo paese, prima di firmare con la UFC e partecipare alla dodicesima stagione del reality show The Ultimate Fighter.

## Biografia
Nato a St. Louis, Johnson fu il più giovane dei tre fratelli. Iniziò a combattere all'età di 10 anni, dopo che suo padre venne colpito da un attacco cardiaco fatale. Alle High School cominciò anche a praticare football e successivamente iniziò a competere in tornei di lotta nel suo paese.

## Carriera nelle arti marziali miste

### Prima anni
Johnson fu campione nelle federazioni di MMA Midwest Fight League e Xtreme Cage Fighting, rispettivamente a luglio del 2008 e a ottobre del 2009.

### The Ultimate Fighter
In seguito firmò per la Ultimate Fighting Championship per poter partecipare alla dodicesima stagione del reality show The Ultimate Fighter.
Johnson apparve in tre stagione differenti del reality; la prima volta durante un'intervista nell'ottava stagione mentre la seconda volta durante le selezioni per la nona stagione. Alla fine venne preso per partecipare alla dodicesima stagione.
Come primo incontro, che si svolse nel primo episodio, affrontò e sconfisse per decisione unanime Pablo Garza; con questa vittoria ebbe la possibilità di entrare nella casa dello show. Nel secondo episodio, sia Georges St-Pierre e sia Josh Koscheck avevano come numero uno della loro lista proprio Johnson; durante la scelta dei lottatori St-Pierre creò una falsa lista in cui non appariva il nome di Johnson. Dopo aver mostrato la lista a Koscheck, quest'ultimo decise di scegliere Marc Stevens credendo di poter ottenere anche Johnson nelle scelte successive. Ciò portò St-Pierre a ottenere Johnson nel suo team.
Nel primo incontro ufficiale del reality affrontò Aaron Wilkinson nel terzo episodio. Dopo alcuni scambi in piedi nel primo round, Wilkinson riuscì a mandare Johnson al tappeto ed a eseguire un feroce ground and pound. Nella seconda ripresa, Johnson andò a segno con un veloce superman punch e un successivo takedown. Nel terzo round attaccò velocemente e una volta al tappeto ottenne la vittoria per sottomissione applicando una rear-naked choke.
Nell'ottavo episodio, il Team GSP dovette decidere gli accoppiamenti da effettuare tra i membri della stessa squadra per i quarti di finale. St-Pierre chiese ad ognuno di loro quale avversario avrebbero voluto affrontare; Johnson e Alex Caceres decisero di affrontarsi nei quarti. Johnson vinse il match per decisione unanime, ottenendo la possibilità di passare alle semi-finali.
Nelle semi-finali dovette vedersela con il membro rimanente del team avversario, Nam Phan. Dopo un incredibile incontro molto equilibrato, Johnson mandò a segno svariati takedown. Il match andò nelle mani dei giudici che assegnarono il primo round a Johnson e il secondo a Phan; il terzo round invece fu molto equilibrato con entrambi i coach che ritenevano vincitore il proprio lottare. Infine fu Johnson a spuntarla per decisione non unanime.

### Ultimate Fighting Championship
Debuttò in UFC all'evento finale della dodicesima stagione del reality show The Ultimate Fighter, dove affrontò Jonathan Brookins. L'incontro avrebbe determinato il vincitore dello show. Dopo un impressionante primo round, Johnson perse il secondo e il terzo ed infine anche l'incontro per decisione unanime.
Dopo l'esperienza in UFC decise di voler affrontare Jim Bleau nella promozione North American Fighting Championship. Tuttavia, dopo aver ottenuto la possibilità di competere ancora una volta in UFC, Johnson venne rimosso dall'incontro con Bleau per focalizzarsi al meglio negli allenamenti pre-incontro. A giugno del 2011 vinse il match contro Edward Faaloloto per KO tecnico al primo round.
A ottobre venne sconfitto da Paul Sass per sottomissione, mentre a gennaio del 2012 avrebbe dovuto vedersela con Cody McKenzie. Tuttavia, McKenzie si infortunò e venne sostituito da Shane roller; Johnson vinse il match per decisione unanime, con tutti i giudici che assegnare un punteggio di 29-28.
A maggio affrontò Tony Ferguson, rimpiazzando l'infortunato Thiago Tavares. Incredibilmente, sotto ogni pronostico, vinse l'incontro per decisione unanime.
A settembre dello stesso anno dovette affrontare Danny Castillo. Tuttavia, dopo che l'evento UFC 151 venne cancellato, l'incontro tra i due venne riorganizzato per ottobre. Dopo aver sofferto moltissimo nella prima ripresa, Johnson riuscì a sopravvivere e a vincere il match per KO dopo un minuto dall'inizio del secondo round. Con questa vittoria ottenne il premio Knockout of the Night.
A dicembre venne sconfitto per decisione unanime da Myles Jury. Ad aprile del 2013 affrontò Reza Madadi; dopo aver quasi mandando KO il suo avversario con un calcio alla testa nel primo round, Johnson soccombette alle abilità superiore nella lotta di Madadi, che ottenne la vittoria per sottomissione al terzo round.
In agosto si trovò a fronteggiare il veterano della UFC Joe Lauzon, vincendo il match per decisione dopo aver letteralmente dominato Lauzon con lo striking per la durata di tutto l'incontro.
A dicembre ottenne un'altra impressionante vittoria per KO diretto contro Gleison Tibau. Dopo l'infortunio subito da Ross Pearson, Johnson venne scelto come suo sostituto per affrontare Melvin Guillard. Ancora una volta vinse l'incontro per decisione unanime.
A luglio del 2014 avrebbe dovuto affrontare Josh Thomson. Tuttavia, lo stesso mese, la UFC annunciò la sua rimozione dall'intero evento. In seguito fu rilevato che Johnson venne rimosso dall'incontro e sospeso per il resto dell'anno, a causa del suo arresto dovuto a una lite domestica.
A febbraio del 2015 ritorna dalla sua sospensione, vincendo inaspettatamente contro il brasiliano Edson Barboza. Alcune indiscrezioni prevedevano la possibilità da parte di Johnson di poter affrontare il talentuoso Benson Henderson per l'evento finale della ventunesima stagione del reality The Ultimate Fighter. Tuttavia la UFC non annunciò mai ufficialmente tale incontro.
Ad agosto dovette vedersela con Beneil Dariush. Johnson perse l'incontro in modo controverso per decisione unanime; infatti molti criticarono il punteggio assegnato dai giudici, considerando quindi Johnson come vincitore effettivo dell'incontro.
A dicembre, all'ultimo evento della UFC del 2015, dovette affrontare Nate Diaz. Johnson venne sconfitto per decisione unanime. Nonostante la sconfitta venne premiato con il riconoscimento denominato Fight of the Night.
Il rematch contro Tony Ferguson doveva svolgersi il 5 marzo del 2016. Tuttavia, il 27 gennaio, Johnson dovette rinunciare al match per infortunio.
Il 17 settembre 2016 affrontò Dustin Poirier in un match di 5 round. Già da subito entrambi i lottatori cominciarono a scambiarsi colpi rapidi e violenti per tentare subito di mettere a segno il colpo vincente; dopo un minuto e mezzo Johnson sfruttò l'attacco del suo avversario per colpirlo al volto con due velocissimi pugni, Poirier cadde a terra e Johnson saltandogli addosso pose fine al match per KO. Con questa vittoria ottenne il premio Performance of the Night.
Il 12 novembre dovette affrontare l'imbattuto Khabib Nurmagomedov all'evento UFC 205. Dopo pochi minuti dall'inizio dell'incontro, Johnson riuscì a colpire pesantemente il suo avversario con una combinazione di colpi. Nonostante un buon inizio, Johnson si ritrovò ad essere dominato una volta finito al tappeto, rimanendo bloccato nella posizione del crocifisso e subendo innumerevoli colpi al volto. Al terzo round finì nuovamente al tappeto, venendo infine finalizzato con una kimura.

## Risultati nelle arti marziali miste
Gli incontri segnati su sfondo grigio si riferiscono ad incontri di esibizione non ufficiali o comunque non validi per essere integrati nel record da professionista.
| Risultato | Record | Avversario          | Metodo                                     | Evento                                                  | Data              | Round | Tempo | Luogo                        | Note                                             |
| --------- | ------ | ------------------- | ------------------------------------------ | ------------------------------------------------------- | ----------------- | ----- | ----- | ---------------------------- | ------------------------------------------------ |
| Sconfitta | 19-17  | Clay Guida          | Decisione (unanime)                        | UFC Fight Night: Overeem vs. Volkov                     | 6 febbraio 2021   | 3     | 5:00  | Las Vegas, Stati Uniti       |                                                  |
| Sconfitta | 19-16  | Thiago Moisés       | Sottomissione (heel hook)                  | UFC Fight Night: Smith vs. Teixeira                     | 13 maggio 2020    | 2     | 0:25  | Jacksonville, Stati Uniti    |                                                  |
| Sconfitta | 19-15  | Stevie Ray          | Decisione (maggioritaria)                  | UFC Fight Night: Maia vs. Askren                        | 26 ottobre 2019   | 3     | 5:00  | Singapore, Singapore         | Ritorno nei pesi leggeri                         |
| Sconfitta | 19-14  | Josh Emmett         | KO (pugno)                                 | UFC on ESPN: Barboza vs. Gaethje                        | 30 marzo 2019     | 3     | 4:14  | Filadelfia, Stati Uniti      |                                                  |
| Vittoria  | 19-13  | Artem Lobov         | Decisione (unanime)                        | UFC Fight Night: Volkan vs. Smith                       | 27 ottobre 2018   | 3     | 5:00  | Moncton, Canada              | Incontro catchweight                             |
| Vittoria  | 18-13  | Andre Fili          | Decisinone (non unanime)                   | UFC Fight Night: Gaethje vs. Vick                       | 25 agosto 2018    | 3     | 5:00  | Lincoln, Stati Uniti         |                                                  |
| Sconfitta | 17-13  | Darren Elkins       | Sottomissione (rear-naked choke)           | UFC Fight Night: Stephens vs. Choi                      | 14 gennaio 2018   | 2     | 2:22  | St. Louis, Stati Uniti       | Debutto nei pesi piuma                           |
| Sconfitta | 17-12  | Justin Gaethje      | KO Tecnico (pugni e ginocchiate)           | The Ultimate Fighter: Redemption Finale                 | 7 luglio 2017     | 2     | 4:48  | Las Vegas, Stati Uniti       | Fight of the Night                               |
| Sconfitta | 17-11  | Khabib Nurmagomedov | Sottomissione (kimura)                     | UFC 205: Alvarez vs. McGregor                           | 12 novembre 2016  | 3     | 2:31  | New York, Stati Uniti        |                                                  |
| Vittoria  | 17-10  | Dustin Poirier      | KO (pugni)                                 | UFC Fight Night: Poirier vs. Johnson                    | 17 settembre 2016 | 1     | 1:35  | Hidalgo, Stati Uniti         | Performance of the Night                         |
| Sconfitta | 16-10  | Nate Diaz           | Decisione (unanime)                        | UFC on Fox: dos Anjos vs. Cerrone 2                     | 19 dicembre 2015  | 3     | 5:00  | Orlando, Stati Uniti         | Fight of the Night                               |
| Sconfitta | 16-9   | Beneil Dariush      | Decisione (non unanime)                    | UFC Fight Night: Teixeira vs. Saint Preux               | 8 agosto 2015     | 3     | 5:00  | Nashville, Stati Uniti       |                                                  |
| Vittoria  | 16-8   | Edson Barboza       | Decisione (unanime)                        | UFC Fight Night: Bigfoot vs. Mir                        | 22 febbraio 2015  | 3     | 5:00  | Porto Alegre, Brasile        |                                                  |
| Vittoria  | 15-8   | Melvin Guillard     | Decisione (unanime)                        | UFC Fight Night: Gustafsson vs. Manuwa                  | 8 marzo 2014      | 3     | 5:00  | Londra, Inghilterra          |                                                  |
| Vittoria  | 14-8   | Gleison Tibau       | KO (pugni)                                 | UFC 168: Weidman vs. Silva 2                            | 28 dicembre 2013  | 2     | 1:32  | Las Vegas, Stati Uniti       |                                                  |
| Vittoria  | 13-8   | Joe Lauzon          | Decisione (unanime)                        | UFC Fight Night: Shogun vs. Sonnen                      | 17 agosto 2013    | 3     | 5:00  | Boston, Stati Uniti          |                                                  |
| Sconfitta | 12-8   | Reza Madadi         | Sottomissione (d'arce choke)               | UFC on Fuel TV: Mousasi vs. Latifi                      | 6 aprile 2013     | 3     | 1:33  | Stoccolma, Svezia            |                                                  |
| Sconfitta | 12-7   | Myles Jury          | Decisione (unanime)                        | UFC 155: dos Santos vs. Velasquez 2                     | 29 dicembre 2012  | 3     | 5:00  | Las Vegas, Stati Uniti       |                                                  |
| Vittoria  | 12-6   | Danny Castillo      | KO (pugni)                                 | UFC on FX: Browne vs. Bigfoot                           | 5 ottobre 2012    | 2     | 1:06  | Minneapolis, Stati Uniti     | Knockout of the Night                            |
| Vittoria  | 11-6   | Tony Ferguson       | Decisione (unanime)                        | UFC on Fox: Diaz vs. Miller                             | 5 maggio 2012     | 3     | 5:00  | East Rutherford, Stati Uniti |                                                  |
| Vittoria  | 10-6   | Shane Roller        | Decisione (unanime)                        | UFC on Fox: Evans vs. Davis                             | 28 gennaio 2012   | 3     | 5:00  | Chicago, Stati Uniti         |                                                  |
| Sconfitta | 9-6    | Paul Sass           | Sottomissione (heel hook invertita)        | UFC Live: Cruz vs. Johnson                              | 1 ottobre 2011    | 1     | 3:00  | Washington, Stati Uniti      |                                                  |
| Vittoria  | 9-5    | Edward Faaloloto    | KO Tecnico (pugni)                         | UFC Live: Kongo vs. Barry                               | 26 giugno 2011    | 1     | 4:42  | Pittsburgh, Stati Uniti      |                                                  |
| Sconfitta | 8-5    | Jonathan Brookins   | Decisione (unanime)                        | The Ultimate Fighter: Team GSP vs. Team Koscheck Finale | 4 dicembre 2010   | 3     | 5:00  | Las Vegas, Stati Uniti       | Perde il torneo TUF 12 Debutto in UFC            |
| Vittoria  | NU     | Nam Phan            | Decisione (non unanime)                    | The Ultimate Fighter 12                                 | 1º dicembre 2012  | 3     | 5:00  | Las Vegas, Stati Uniti       | Torneo dei Pesi Leggeri TUF 12, Semifinale       |
| Vittoria  | NU     | Alex Caceres        | Decisione (unanime)                        | The Ultimate Fighter 12                                 |                   | 2     | 5:00  | Las Vegas, Stati Uniti       | Torneo dei Pesi Leggeri TUF 12, Quarti di finale |
| Vittoria  | NU     | Aaron Wilkinson     | Sottomissione (rear-naked choke)           | The Ultimate Fighter 12                                 |                   | 2     |       | Las Vegas, Stati Uniti       | Torneo dei Pesi Leggeri TUF 12, Preliminari      |
| Vittoria  | NU     | Pablo Garza         | Decisione (unanime)                        | The Ultimate Fighter 12                                 |                   | 2     | 5:00  | Las Vegas, Stati Uniti       | Torneo dei Pesi Leggeri TUF 12, Preliminari      |
| Vittoria  | 8-4    | Chris McDaniel      | KO Tecnico (pugni)                         | FM: Productions                                         | 30 gennaio 2010   | 1     | 4:34  | Springfield, Stati Uniti     |                                                  |
| Vittoria  | 7-4    | Ramiro Hernandez    | Decisione (unanime)                        | Titan Fighting Championship 15                          | 18 dicembre 2009  | 3     | 5:00  | Kansas City, Stati Uniti     | Incontro Catcweight 68.04 kg                     |
| Vittoria  | 6-4    | Aaron Derrow        | KO Tecnico (pugni)                         | Xtreme Cage Fighter 10                                  | 3 ottobre 2009    | 1     | 0:43  | Springfield, Stati Uniti     | Vince il titolo dei Pesi Leggeri XCF             |
| Sconfitta | 5-4    | Eric Marriott       | Sottomissione (heel hook)                  | FM: Productions                                         | 9 maggio 2009     | 2     | 1:32  | Springfield, Stati Uniti     |                                                  |
| Vittoria  | 5-3    | Clay French         | Sottomissione (kimura)                     | Fuel Fight Club                                         | 10 aprile 2009    | 1     | 3:16  | Lake Ozark, Stati Uniti      |                                                  |
| Sconfitta | 4-3    | Joe Brammer         | Sottomissione (ghigliottina)               | Midwest Cage Championships 19                           | 14 marzo 2009     | 4     | 3:45  | Des Moines, Stati Uniti      |                                                  |
| Sconfitta | 4-2    | James Krause        | Sottomissione (strangolamento a triangolo) | FM: Productions                                         | 22 novembre 2008  | 1     | 2:55  | Springfield, Stati Uniti     |                                                  |
| Vittoria  | 4-1    | Warren Stewart      | KO Tecnico (pugni)                         | FM: Productions                                         | 13 settembre 2008 | 1     | 2:37  | Springfield, Stati Uniti     |                                                  |
| Vittoria  | 3-1    | Lucas Gwaltney      | Decisione (maggioranza)                    | Midwest Fight League                                    | 25 luglio 2008    | 3     | 5:00  | Columbia, Stati Uniti        | Vince il titolo dei Pesi Leggeri MFL             |
| Sconfitta | 2-1    | Ted Worthington     | Sottomissione (strangolamento a triangolo) | MCC 13: Contenders                                      | 25 aprile 2008    | 3     | 1:29  | Urbandale, Stati Uniti       |                                                  |
| Vittoria  | 2-0    | Steve Schneider     | Sottomissione (strangolamento)             | FM: Productions                                         | 18 aprile 2008    | 1     | 2:12  | Springfield, Stati Uniti     |                                                  |
| Vittoria  | 1-0    | Chauncey Prather    | KO Tecnico (pugni)                         | FM: Productions                                         | 1º febbraio 2008  | 1     | 1:12  | Springfield, Stati Uniti     |                                                  |